# Peter Smith (diplomate)
Peter Smith, né le 15 mai 1942, est un homme politique britannique, gouverneur des îles Caïmans de mai 1999 à mai 2002.